# Запасний план
Запасний план (англ. The Back-Up Plan) (раніше відомий як «План Б») — американська романтична комедія, у головних ролях Дженніфер Лопез та Алекс О'Лофлін. Фільм вийшов на екрани кінотеатрів США 23 квітня, 2010, а в Україні фільм почали показувати у кінотеатрах з 6 травня цього ж року. Фільм режисера Алана Пола.

## Сюжет
Кожній жінці за тридцять, що мріє стати матір'ю, бажано мати запасний план, і в самотньої Зої (Дженніфер Лопес) такий план був. Зневірившись зустріти коханого, вона вирішила вдатися до штучного запліднення. І того ж дня, коли тест на вагітність виявився позитивним, вона зустріла Стена (Алекс О'Лофлін). Але як розповісти йому про свій «цікавий стан» і не сполохати почуттів, що тільки-но почали зароджуватись?

## У фільмі знімались
- Дженніфер Лопез — Зої
- Алекс О'Лофлін — Стен
- Денніл Гарріс — Олівія
- Ерік Крістіан Олсен — Клів
- Ентоні Андерсон — Батько
- Норін ДеВулф — Дафні
- Мікаела Воткінс — Мона
- Мелісса МакКарті — Керол
- Дженніфер Еліс Кокс — продавчиня в Дитячому світі
- Том Бослі — Артур
- Лінда Левін — Нана

## Саундтреки та партитура
Саундтреки та партитура випущені на iTunes 26 березня, 2010. Вони були доступними на сайті Amazon.com починаючи з 13 квітня, 2010. Саундтреки мають різних виконавців, в той час як партитура була написана композитором Стефеном Траском.

### Саундтреки
1. «What Is Love?» — Jennifer Lopez (також показана на Love? (альбом))
2. «Say Hey (I Love You)» — Michael Franti & Speerhead
3. «Fallin' For You» — Колбі Кейллат
4. «Disco Lies» — Moby
5. «A Beautiful Day» — Indie.Arie
6. «Key To My Heart» — Jessica Jarrell
7. «Crabbuckit» — K-os
8. «Bottles» — VV Brown
9. «You Me & The Bourgeoisie» — the submarines
10. «Let's Finish (Sinden Remix)» — Kudu
11. «Day Dream» — Title Theme From The Back-up Plan" — Stephen Trask

Бонусні треки
1. «She Drives Me Crazy» — Raney Shockne f/Barbara Perry
2. «What A Wonderful World» — Raney Shockne f/Barbara Perry

### Партитура
| 1. Daydream Stephen Trask – 2:25 2. The Back Up Plan Stephen Trask – 1:05 3. Now What? Stephen Trask – 1:04 4. That Guy Stephen Trask – 0:43 5. Show Me Your Cheese – 0:24 6. Goodbye for Now – 0:22 7. Another Penny Drops – 1:28 8. Pregnancy Test – 1:31 9. Community Garden – 1:40 10. A Serious Question – 0:43 11. Fire – 0:40 12. First Kiss – 1:01 13. Test Results – 0:13 14. Shadybrook – 0:38 15. Mirror, Mirror – 1:02 16. Yummy, Yummy – 1:05 17. Cheese Muse – 1:15 | 18. Orgasm – 1:01 19. Telling the Truth – 1:46 20. Not Leaving Leaving – 0:33 21. Dejected – 0:24 22. Here We Go – 0:35 23. Studies – 0:19 24. Chicken In Your Hair – 0:39 25. Pancake Prelude – 0:28 26. Are You Still In There? – 2:56 27. Wall of Strollers / Examination – 1:48 28. Pictures of Mom – 1:32 29. Just Go – 2:40 30. I Wanted a Baby – 1:03 31. Old Dogs-New Tricks – 0:43 32. Baby Time – 0:43 33. And Now, for the Exciting Conclusion Of – 4:49 34. Proposal – 1:13 |

## Оцінка критиків
Фільм критики зустріли з негативною оцінкою. Вебсайт Rotten Tomatoes повідомив, що лише 20 % критиків дало позитивну оцінку фільму, на підставі 71 відгука фільм отримав оцінку 3.6/10.

## Касові збори
Запасний план заробив $4,200,000 у 3,280 кінотеатрах в день дебюту у п'ятницю, що зробило його номером один у касових зборах. Він опустився на позицію #2 на першому тижні з касовими зборами у $12,250,000, у середньому $3,735 на кінотеатр. На другому тижні показу фільму він опинився на позиції #4 з $7,3 млн. На третьому тижні фільм зайняв вже позицію #5 з касовими зборами у $5,033,471, в середньому $1,676 на кінотеатр. В наступний тиждень фільм опинився на позиції #6 з $2,465,000, всередньому $987 на кінотеатр.
На 25 травня загальні касові збори фільму склали $49,346,744, і він став найкасовішим фільмом кінокомпанії CBS Films на сьогоднішній день.